# One Step More and You Die
One Step More and You Die (с англ. — «Ещё шаг — и ты умрёшь») — второй студийный альбом японской инструментальной рок-группы Mono, выпущенный 2 октября 2002 года на лейбле Arena Rock Recording Company. Альбом получил в целом положительные отзывы критиков и собрал большую аудиторию, чем их дебютный альбом.

## Отзывы
| Оценки критиков | Оценки критиков |
| Источник        | Оценка          |
| --------------- | --------------- |
| Allmusic        | [ 1 ]           |
| Pitchfork Media | 7.0/10          |
| Stylus          | C+              |

Альбом получил в целом положительные отзывы критиков: AllMusic, Pitchfork Media.
Стюарт Мейсон из AllMusic поставил альбому оценку 4 из 5 звёзд и сказал: «Более структурированный и с большим чувством динамики, чем многие японские нойз-роковые релизы, альбом Mono One Step More and You Die показывает, что нойз-рок не должен бояться исследовать более тихие звуковые пространства — на самом деле, открывающий трек „Where Am I“ просто прелесть. Конечно, это длится недолго. Следующий трек, „Com(?)“, из такого же спокойного начала превращается в кульминацию, которая спустя почти 16 минут звучит как Larks’ Tongues in Aspic эпохи King Crimson, которых кормили стероидами и Red Bull — все эти грохочущие барабаны, лязгающие гармоники и фрагментированные пауэр-аккорды. Альбом никогда не достигает такого уровня экстатической разрядки, но более короткие треки, такие как „Mopish Morning, Halation Wiper“ (в которой отлично использовано фортепиано с нестандартной настройкой и приглашённый виолончелист Удаи Шика) и медленно разворачивающаяся „A Speeding Car“, умело создают почти подсознательное напряжение, прежде чем тихо разрешиться. Сродни Mogwai, Larval или более деликатным моментам Sonic Youth, One Step More and You Die — это феноменальный инструментальный рок-альбом».

## Список композиций
| №  | Название                         | Длительность |
| -- | -------------------------------- | ------------ |
| 1. | «Where Am I»                     | 2:41         |
| 2. | «Com(?)»                         | 15:53        |
| 3. | «Sabbath»                        | 4:50         |
| 4. | «Mopish Morning, Halation Wiper» | 2:54         |
| 5. | «A Speeding Car»                 | 8:50         |
| 6. | «Loco Tracks»                    | 6:38         |
| 7. | «Halo»                           | 7:42         |
| 8. | «Giant Me on the Other Side»     | 1:37         |

## Участники записи
Mono
- Такаакира «Така» Гото — лид-гитара, струнные аранжировки
- Йода (Хидеки Суэмацу) — ритм-гитара
- Тамаки Куниши — бас
- Ясунори Такада — ударные

Дополнительные музыканты
- Сёко Оки — скрипка
- Норико Сибута — скрипка
- Кейко Шига — альт
- Удаи Шика — виолончель, струнные аранжировки

Продюсирование и запись
- Масатака Сайто — звукоинженер, сведение записи
- Юки Коидзуми — мастеринг